# Хохлатый крохаль

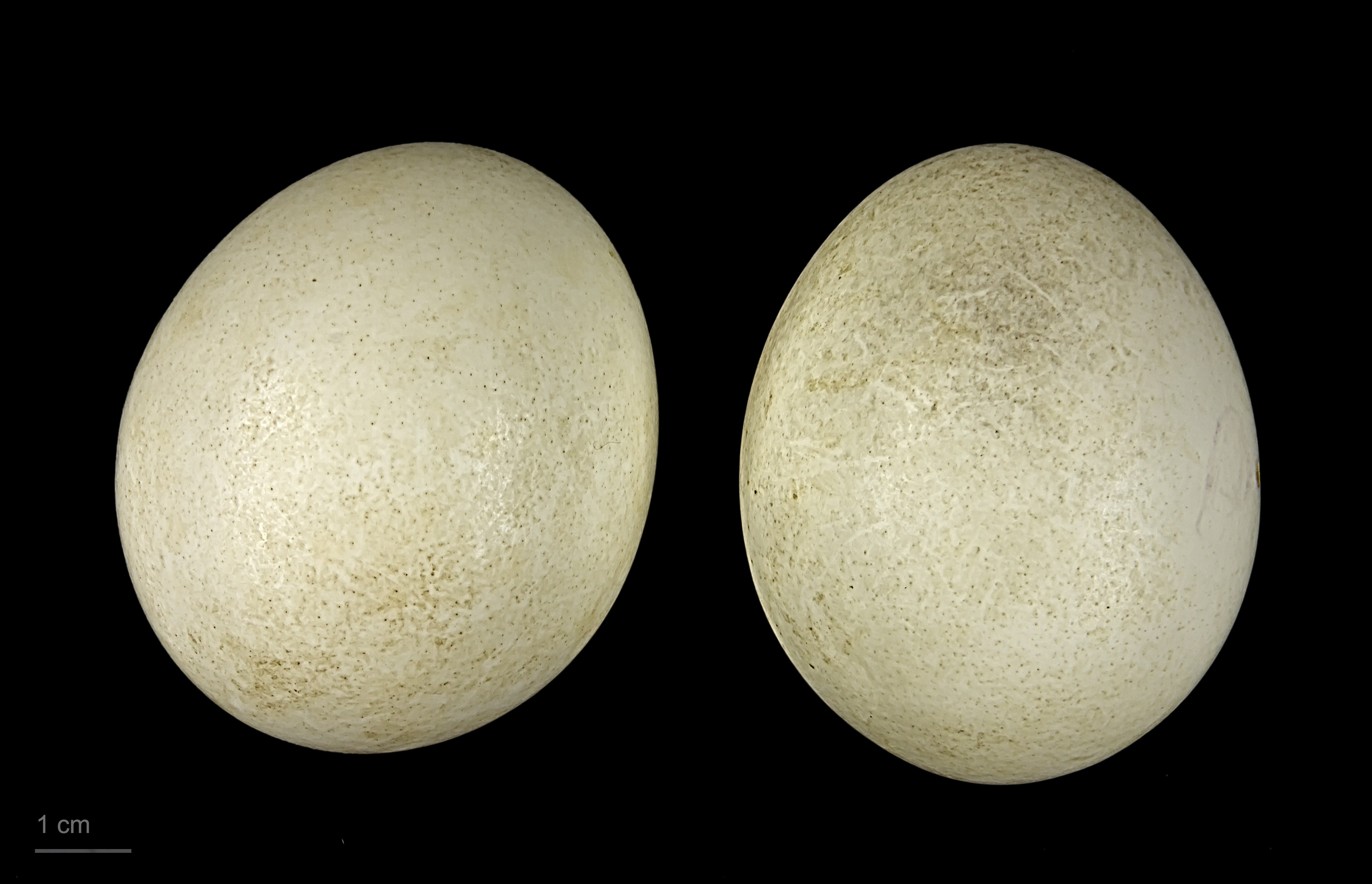
яйцо Lophodytes cucullatus — Тулузский музей

Хохлатый крохаль (лат. Lophodytes cucullatus) — птица семейства утиные.

## Описание
Оперение самки бурого окраса с коротким красновато-коричневым хохолком. Радужины красно-коричневые, клюв желтовато-серый. Самки весят в среднем примерно 550 г, самцы достигают среднего веса примерно 650 г.
В брачном наряде у самца на голове очень большой хохолок из белых и чёрных перьев. Оперение груди отчётливого чёрно-белого цвета, в то время как боковые стороны тела имеют красно-коричневое оперение. Клюв желтовато-серый у основания, радужины жёлтые. В зимнем наряде самцы похожи на самок, отличаясь от них окраской радужин и преимущественно белому оперению груди. Самцы начинают линять с июня и уже начиная с октября снова обретают свой брачный наряд.

## Распространение
Хохлатый крохаль распространена в хвойных лесах Северной Америки, в так называемой бореальной зоне. Он обитает на окружённых лесом озёрах, на заболоченных лугах, а также по берегам медленно текущих рек. Плотность поселения в пределах этих областей низкая, что объясняется тем, что он использует дупла деревьев для гнездования и конкурирует за них с другими видами, такими как каролинская утка, обыкновенный гоголь, малый гоголь и большой крохаль. В области гнездования его можно наблюдать с апреля по сентябрь.
Хохлатый крохаль зимует в устьях рек и в больших заливах атлантического и тихоокеанского побережья Северной Америки. Его можно наблюдать там начиная с сентября до середины февраля. Хохлатый крохаль принадлежит вместе с тем к перелётным птицам, которые преодолевают относительно короткое расстояние при перелёте. Они останавливаются во время своего перелёта преимущественно на реках.

## Питание
Хохлатый крохаль питается преимущественно мелкой рыбой, мелкими ракообразными и в течение летних месяцев также водными насекомыми. Они хватают добычу, ныряя под воду. Кроме того, в незначительном объёме птицы питаются также водорослями.

## Размножение
Ухаживание за самкой начинается уже в феврале, незадолго до того, как птицы начинают перелёт к местам гнездования. Спаривание происходит уже в местах зимовки.
Хохлатый крохаль используют в качестве гнезда дупла деревьев, расположенные на высоте до 8 м над землёй. В самой южной области распространения утки начинают нестись уже начиная с конца апреля. В северной области распространения это происходит ещё в июне. В кладке от 6 до 12 круглых, блестяще белых яиц. Высиживание длится примерно 30 дней.
О птенцах заботится самка, которая держится с ними преимущественно на мелководье вдоль внешней границы растительности. Пуховое оперение птенцов тёмно-коричневого цвета со светлым пятном на горле. Молодые птицы похожи на самку, при этом хохол у них значительно короче. Молодые птицы становятся на крыло примерно через 70 дней. Птицы достигают половой зрелости примерно к 2 годам. Самцы только с третьего года жизни имеют полностью развитый брачный наряд.